# 里瓦爾 (印地安納州)
里瓦爾（英語：Rivare）是位於美國印地安納州亞當斯縣的一個非建制地區。該地的面積和人口皆未知。

## 地理
里瓦爾的座標為40°48′44″N 84°50′29″W / 40.81222°N 84.84139°W，而該地的平均海拔高度為254米（即833英尺）。